# Hermann Lindrath

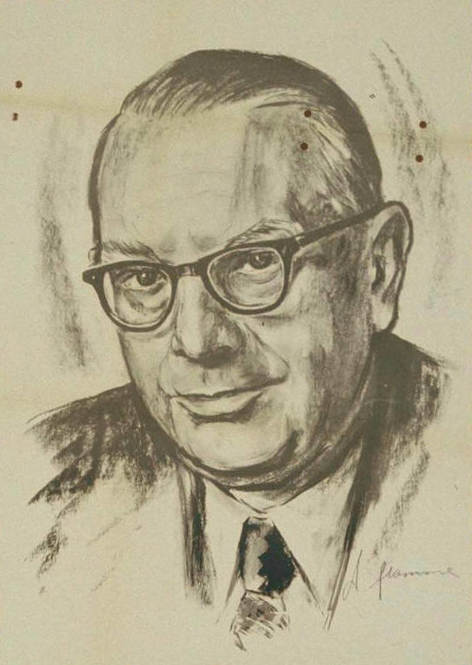
Hermann Lindrath auf einem Wahlplakat zur Bundestagswahl 1957

Hermann Lindrath (* 29. Juni 1896 in Eisleben; † 27. Februar 1960 in Mannheim) war ein deutscher Politiker (CDU). Von 1957 bis zu seinem Tod war er Bundesminister für den wirtschaftlichen Besitz des Bundes.

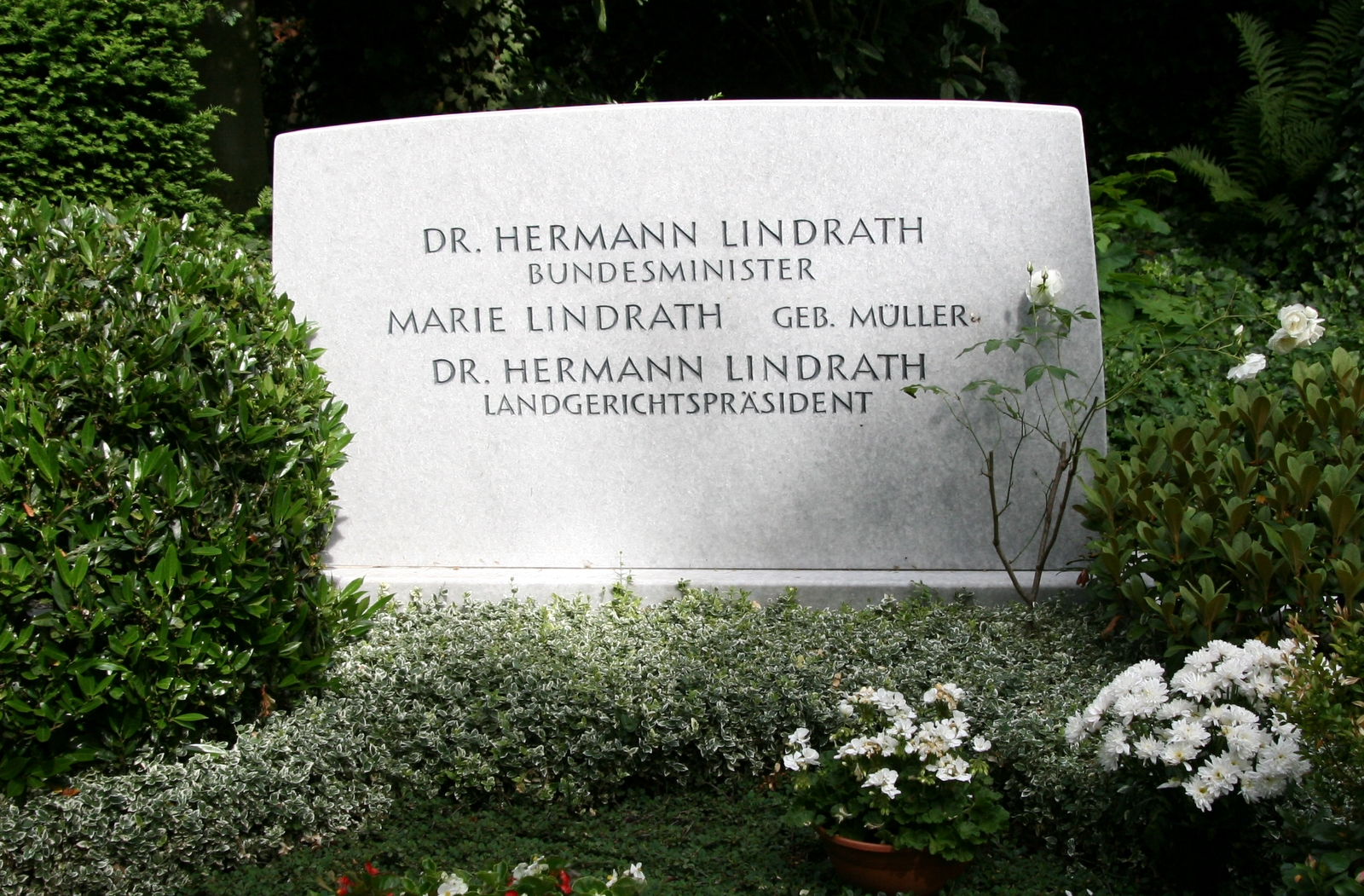
Familiengrab des ehemaligen Bundesministers Hermann Lindrath auf dem Heidelberger Bergfriedhof in der (Abt. V)

## Ausbildung und Beruf
Nach dem Abitur 1914 am Luthergymnasium in Eisleben nahm Lindrath, der evangelischen Glaubens war, als Freiwilliger am Ersten Weltkrieg teil, erhielt das Eiserne Kreuz I. Klasse und geriet 1916 in französische Kriegsgefangenschaft, aus der er erst 1920 freigelassen wurde. Danach absolvierte er eine Ausbildung zum Bankkaufmann und ein Studium der Rechts- und Staatswissenschaften in Halle (Saale). 1922 wurde er mit der Arbeit Die bergrechtliche Gewerkschaft und Aktiengesellschaft als Unternehmungsformen im Bergbau zum Doktor der Staatswissenschaften promoviert. Von 1925 bis 1945 war er nebenberuflich Dozent und Lehrbeauftragter für Revisionswesen, Finanzrecht und Buchführung an der Handelsfachschule, der Verwaltungsakademie und der Universität Halle. Hauptberuflich war er als Devisenhändler in Halle tätig. Von 1927 bis 1930 war er maßgeblich an der Neuorganisation der Städtischen Betriebe in Halle/Saale beteiligt, u. a. bei der Gründung der Werke der Stadt Halle AG. Von 1929 bis 1939 war er  Direktor der Städtischen Steuerverwaltung und anschließend bis 1941 Stadtoberverwaltungsrat, schließlich bis 1945 hauptamtlicher Stadtrat. 
Nach Kriegsende war er 1945 kurzzeitig Stadtkämmerer und war dann bis 1951 als freiberuflicher Wirtschaftsprüfer und Steuerberater in Halle/Saale tätig. In dieser Zeit wurde er mehrfach von den sowjetischen Besatzungsbehörden inhaftiert. 1951 schließlich floh er in die Bundesrepublik Deutschland. Seit 1951 war er als Abteilungsleiter bei der Portland-Zementwerke Heidelberg AG beschäftigt. Er gehörte dem Forschungsbeirat für Fragen der Wiedervereinigung und dem Verwaltungsbeirat der Lastenausgleichsbank an.
Nach Lindrath sind die Hermann-Lindrath-Straße in Wahlstedt und der Hermann-Lindrath-Preis der Internationalen Vereinigung für Gesellschaftspolitik benannt.

## Partei
Lindrath gehörte 1928 bis 1933 der DVP an. 1933 trat er dem Stahlhelm bei und wurde so im selben Jahr in die SA übernommen, in der er als Scharführer und Schulungswart aktives Mitglied war. Zum 1. Mai 1937 trat er der NSDAP bei (Mitgliedsnummer 3.997.157). Er war seit 1945 Mitglied der CDU. Bis 1948 leitete er die Fachausschüsse für Wirtschaftspolitik, für Finanz-, Handwerks- und Versicherungsfragen sowie für Handel und Versorgung des Landesverbandes Sachsen-Anhalt. 1952 wurde er zum stellvertretenden Vorsitzenden des Kreisverbandes Heidelberg gewählt. Ab 1956 war Lindrath Mitglied im CDU-Bundesvorstand.

## Abgeordneter
Lindrath war von 1953 bis zu seinem Tode Mitglied des Deutschen Bundestages. Hermann Lindrath ist stets als direkt gewählter Abgeordneter des Wahlkreises Mannheim-Land in den Bundestag eingezogen.

## Öffentliche Ämter
Nach der Bundestagswahl 1957 wurde er am 29. Oktober 1957 zum Bundesminister für den wirtschaftlichen Besitz des Bundes in der von Bundeskanzler Konrad Adenauer geführten Bundesregierung ernannt. Lindrath gehört zu den wenigen Bundesministern, die im Amt verstorben sind.